# Відносини Грузія — Європейський Союз
Грузія та Європейський Союз підтримують відносини з 1996 р. у рамках INOGATE, а в 2006 р. було реалізовано п'ятирічний «План дій» щодо зближення в контексті Європейської політики сусідства (ЄПС). Більш всебічна Угода про асоціацію набула чинності 1 липня 2016 р. Моніторингова місія Європейського Союзу була направлена до Грузії після війни в Південній Осетії 2008 року.
Грузія не має жодного офіційного статусу кандидата на майбутнє розширення Європейського Союзу, але в 2011 році президент Грузії Міхеїл Саакашвілі висловив бажання, щоб його країна стала членом ЄС. Ця точка зору висловлювалась неодноразово, оскільки зв'язки із США, ЄС та НАТО були зміцнені в спробі відійти від російської сфери впливу.

## Історія

### Аджарська криза (2004)

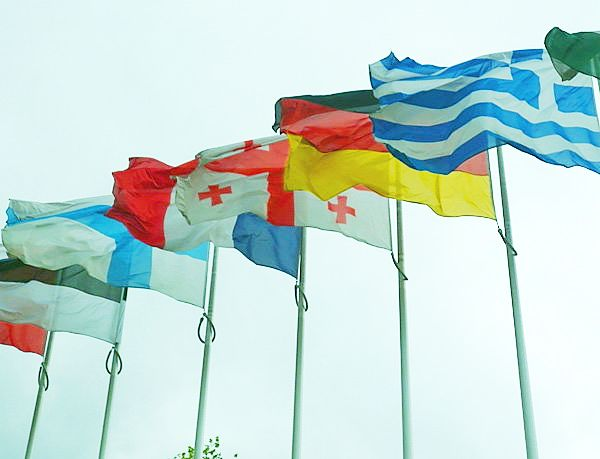
Прапор Грузії перед Радою Європи

В Аджарії лідер Аслан Абашидзе був змушений подати у відставку в травні 2004 року після революції троянд. У лютому 2007 р. керівник європейської зовнішньої політики та безпеки Хав'єр Солана зазначив, що ЄС може направити свої війська до Грузії поряд з російськими силами.

### Російсько-грузинська війна
У липні 2006 року Європейський Союз послався на останні події в зоні Південної Осетії та на Резолюцію парламенту Грузії щодо миротворчих сил, розташованих в зонах конфлікту, яка була прийнята 18 липня 2006 року таким чином:
| Ліві лапки | Європейський Союз глибоко стурбований постійною напруженістю між Грузією та Росією та недавніми інцидентами в Південній Осетії, які не сприяють стабільності та свободі пересування. Європейський Союз особливо стурбований недавнім закриттям єдиного визнаного перетину кордону між Грузією та Російською Федерацією. Європейський Союз наголошує на важливості забезпечення свободи пересування товарів і людей, зокрема шляхом збереження відкритого кордону в Земо Ларсі. — | Праві лапки |

Після війни в Південній Осетії 2008 року в Грузію була надіслана місія ЄС з моніторингу припинення вогню (EUMM) для моніторингу виведення російських військ із «зон безпеки», створених Росією навколо Південної Осетії та Абхазії. Місія розпочалася 1 жовтня 2008 р. і була продовжена ЄС у липні 2009 р. на один рік, тоді як ЄС висловив занепокоєння тим, що Росія заважає іншим спостерігачам працювати там. Резолюція Ради Безпеки ООН, спрямована на 15 червня 2009 року, Росія наклала вето на розширення місії спостерігачів ООН у Грузії р.

### План дій щодо європейської політики сусідства (2006–11)
2 жовтня 2006 року було опубліковано спільну заяву щодо узгодженого тексту Плану дій Грузія-Європейський Союз в рамках Європейської політики сусідства (ЄПС). План дій був офіційно затверджений на засіданні Ради співробітництва ЄС та Грузії 14 листопада 2006 року в Брюсселі.

### Після грузинсько-російської війни
Після війни в Південній Осетії в 2008 році зближення Грузії і ЄС помітно сповільнилось. Саакашвілі звинуватив Європейський союз в тому, що Спільнота не сприймала всерйоз і ніяк не реагувала на його попередження з приводу концентрації російських військ на кордонах з Грузією. 15 вересня 2008 Європейський союз ухвалив рішення відправити в район збройного конфлікту з грузинської сторони групу спостерігачів за дотриманням умов перемир'я і припинення вогню. Двома тижнями пізніше почалася оперативна фаза Місії спостерігачів Європейського союзу (European Union Monitoring Mission (EUMM) в Грузії. На Кавказ були відправлені 200 спостерігачів ЄС з 22 держав Співтовариства.
Попри те, що військовий конфлікт між Грузією і Росією відсунув можливий вступ цієї країни в Європейське Співтовариство в невизначене майбутнє, ЄС як і раніше продовжує зміцнювати відносини з цією державою. Так, у 2009 році Брюссель з цією метою створює програму Східне партнерство, призначену для надання допомоги Грузії і п'яти іншим колишнім радянським республікам.
У травні 2010 року глава представництва Євросоюзу в Росії Фернандо Валенсуела заявив, що в осяжній перспективі приєднання Грузії до Євросоюзу не буде.
У липні 2010 року в Батумі стартували переговори представників ЄС і Грузії з приводу укладення двосторонньої угоди про асоціацію. Більш того, Євросоюз і Грузія створюють зону вільної торгівлі, так більше чверті зовнішньої торгівлі Тбілісі вже припадає на ЄС. За оцінками Брюсселя, нова угода забезпечить приріст економіки Грузії на 4,3 % на рік.
Після підписання Угоди про асоціацію з ЄС у 2013 році перед Грузією відкривається більш реальна можливість стати повноцінним членом Європейського Союзу. Як заявив на підписанні голова Єврокомісії Жозе Мануель Баррозу, «…ми відчиняємо двері нашим майбутнім членам».

### Угода про асоціацію (2013– сьогодні)

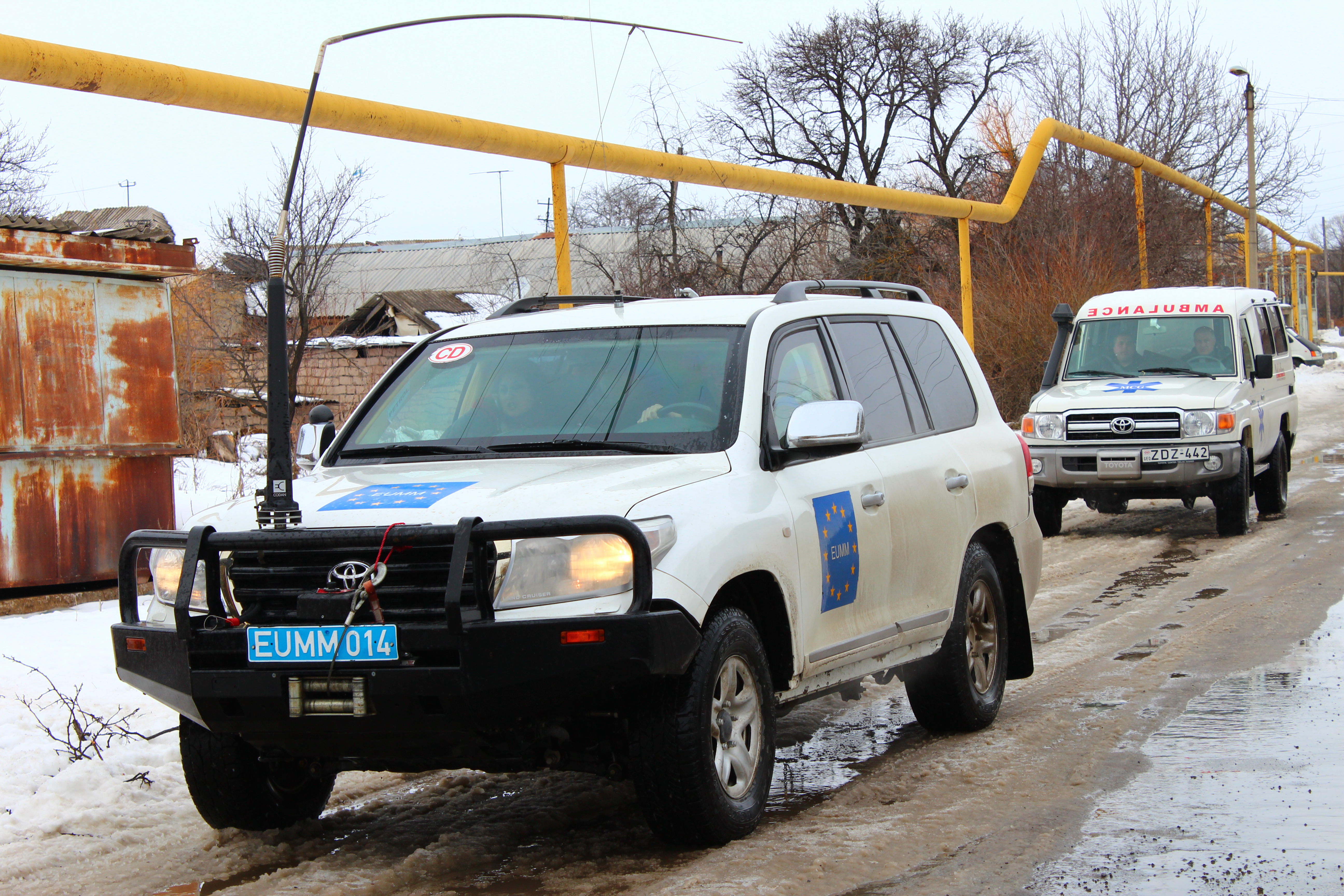
У лютому 2012 року EUMM патрулює прикордонну лінію адміністрації Південної Осетії на броньованих позашляховиках.

Для зміцнення своїх стосунків ЄС та Грузія розпочали переговори про Угоду про асоціацію (УА) та про глибоку та всеосяжну угоду про вільну торгівлю. У листопаді 2012 р. комісар ЄС з питань розширення та європейської політики сусідства Штефан Фюле заявив, що переговори про УА можуть бути завершені до листопада 2013 р. У лютому 2013 р. Тамар Беручачвілі, заступник державного міністра з питань європейської та євроатлантичної інтеграції Грузії, заявила, що Грузія не планувала приєднуватися до Митного союзу Білорусі, Казахстану та Росії, що Фюле попередив, що Україна буде несумісною з домовленостями з ЄС. Церемонія парафування УА міністром закордонних справ Грузії Майєю Панджикідзе та Верховним представником ЄС з питань закордонних справ та політики безпеки Кетрін Ештон відбулася на саміті Східного партнерства 29 листопада 2013 р. Вона була офіційно підписана 27 червня 2014 р. для ратифікації ЄС, Євратом, їхні держави-члени та Грузія. Також була підписана друга угода, що регулює участь країни в операціях ЄС щодо врегулювання криз.
Угода про асоціацію, значна частина якої тимчасово набула чинності у вересні, була повністю ратифікована Грузією та усіма країнами-членами ЄС. 18 грудня 2014 року Європейський парламент затвердив Угоду про асоціацію. Члени парламенту підтримали договір 490 голосами «проти» проти 76 проти, 57 утрималися. Угода набула чинності 1 липня 2016 року.

### Діалог про лібералізацію візового режиму
У червні 2012 року ЄС та Грузія розпочали діалог щодо лібералізації візового режиму, щоб дозволити безвізові поїздки громадян Грузії до Європейського Союзу. Мета переговорів полягала в тому, щоб до кінця року запровадити План дій щодо лібералізації візового режиму. План дій був доставлений до Грузії 25 лютого 2013 року. Новий проєкт «Посилення спроможності уряду Грузії в галузі управління кордонами та регулювання міграції», започаткований у Тбілісі Представництвом ЄС у Грузії, буде реалізований Міжнародною організацією з питань міграції (МОМ) та Міжнародного центру з розвитку міграційної політики (ICMPD), зазначила представництво ЄС у Грузії у своїй заяві від 24 січня 2014 року. Таким чином, Грузія зробить ще один крок до безвізу до Шенгенської зони через ЄС фінансується проєкт, який допоможе збільшити спроможність влади Грузії у галузі інтегрованого управління кордонами та міграції. У грудні 2015 року Комісія опублікувала звіт про прогрес, в якому було встановлено, що Грузія відповідає всім умовам для надання громадянам безвізу до Шенгенської зони. Європейська комісія офіційно запропонувала Грузії надати безвізові поїздки в березні 2016 року. Комітет постійних представників схвалив у жовтні 2016 року, а Європарламент затвердив її у лютому 2017 року. 8 березня 2017 року Офіційний журнал ЄС опублікував законодавство дозволяючи грузинам, які мають біометричні паспорти, подорожувати до Шенгенської зони безвізово. Закон набрав чинності 28 березня 2017 року, дозволяючи громадянам Грузії короткочасно їздити до більшості країн-членів ЄС без візи.

## Вступ до Європейського Союзу

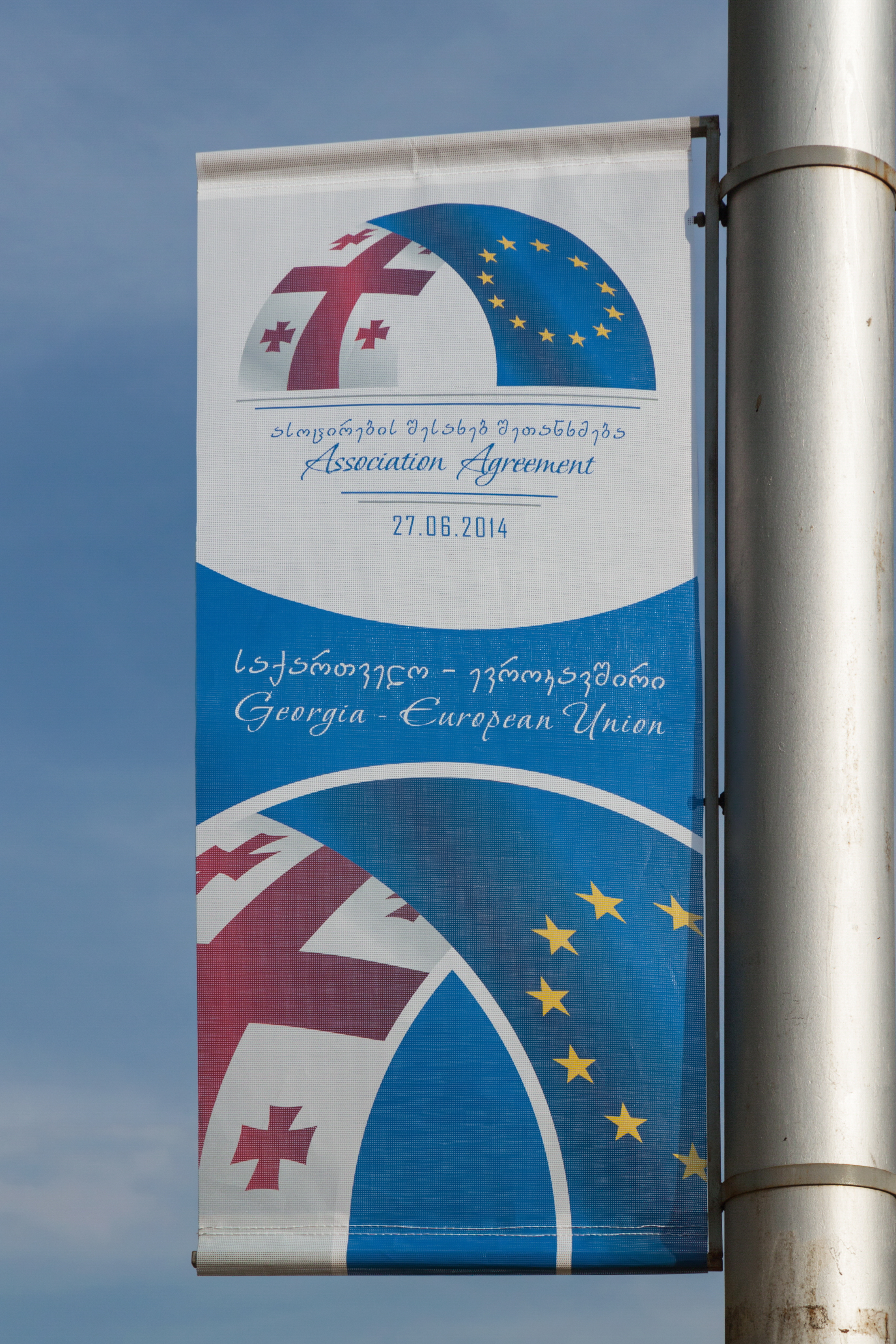
Плакат Угоди про асоціацію з Грузією та Європейським Союзом у Тбілісі

У 2014 році Європарламент прийняв резолюцію, в якій зазначено, що «відповідно до статті 49 Договору про Європейський Союз Грузія, Молдова та Україна, а також будь-яка інша європейська країна мають європейську перспективу та можуть подати заявку на членство в ЄС відповідно до принципи демократії, поваги основних свобод та прав людини, прав меншин та забезпечення верховенства прав». Членство вітається грузинами: 77 % населення схвалює мету уряду щодо вступу до ЄС, а лише 11 % — проти.
Колишній президент Грузії Міхеїл Саакашвілі висловив бажання приєднати Грузію до ЄС. Ця точка зору висловлювалась неодноразово, оскільки зв'язки із США, ЄС та НАТО були зміцнені в спробі відійти від російської сфери впливу. Проблеми територіальної цілісності в Аджарії вирішувались після революції троянд, коли лідер Аслан Абашидзе був змушений подати у відставку у травні 2004 року. Однак невирішені питання територіальної цілісності знову піднялися на перший план у Південній Осетії та Абхазії в результаті Південної Осетії 2008 року Війна. 11 листопада 2010 р. Віце-прем'єр-міністр Грузії Джорджі Барамідзе заявив, що Грузія хоче співпрацювати з Україною в їх спробі вступу до Європейського Союзу.
Прем'єр-міністр Грузії Іраклій Гарібашвілі на прес-конференції в Брюсселі 27 червня 2014 р. заявив, що Грузія може стати повноправним членом ЄС протягом 5–10 років. Однак він наголосив, що Грузія не визначила дату подання заявок на вступ до ЄС.
Міністерство закордонних справ Грузії представило план дій щодо вступу до Європейського Союзу. Комісія отримала інформацію про виконання Угоди про асоціацію Грузія-ЄС та Національного плану дій щодо імплементації Порядку денного асоціації. Як було зазначено під час зустрічі, європейська сторона, як на минулорічному засіданні Ради асоціації Грузія-ЄС, так і у звіті Європейської комісії, високо оцінила реформи уряду Грузії, спрямовані на імплементацію Угоди про асоціацію. На засіданні також було прийнято урядову стратегію на період з 2017 по 2020 рік щодо інтеграції Грузії до ЄС та НАТО.
17 січня 2021 року Іраклі Кобахідзе був обраний головою правлячої партії «Грузинська мрія». Під час якого він оголосив про плани Грузії офіційно подати заявку на членство в ЄС у 2024 році.
28 листопада 2024 року, за повідомленням Ехо Кавказу, Грузія відмовилася від переговорів щодо вступу в ЄС до 2028 року, — про це заявив прем'єр-міністр Грузії Іраклі Кобахідзе.

## Хронологія відносин
- 24 березня 1992 р. — Грузія стає членом ОБСЄ — Організації з безпеки і співробітництва в Європі.
- 4 вересня 1992 р. — до членів —акціонерів банку ЄБРР приєднується Грузія (30010 тис. €). Організація ЄБРР є найбільшим інвестором в регіоні і активно підтримує держави Центральної та Східної Європи, вкладаючи кошти як у нові виробництва, так і в діючі фірми.
- 27 квітня 1999 р. — Грузія стає 41-м членом Ради Європи.
- 26 травня 2008 р. — Європейським союзом заснований проєкт Східного партнерства, головна мета якого — зближення ЄС з 6-ма країнами колишнього СРСР: Азербайджаном, Вірменією, Білоруссю, Грузією, Молдовою і Україною.
- 15 липня 2010 р. — ЄС і Грузія готують договір про асоціацію. Документ — перший етап на шляху євроінтеграції для шукачів членства в ЄС.
- 25 лютого 2013 р. — Грузія отримала план дій щодо лібералізації візового режиму з ЄС.
- 28 листопада 2013 р. — Грузія парафувала Угоду про асоціацію з ЄС на Вільнюському саміті Східного партнерства.
- 1 січня 2014 р. — Грузія офіційно стала 40-м членом Європейської організації безпеки аеронавігації Євроконтроль.

## Громадська думка
Різні верстви та соціальні групи населення Грузії відзначають різну позицію, щодо наміру інтеграції в ЄС, однак у більшості вона підтримується. За оцінкою екс-спікера Давида Бакрадзе, представницький рівень конференції (9-а міжнародна конференція «Європейський шлях Грузії — Євросоюз і його європейські друзі» в Батумі), яка проводилася в 2012 році, перевищує рівень всіх попередніх конференцій. Щорічно до Грузії приїжджає все більше людей з метою обговорення перспективи членства Грузії в Євросоюзі. Крім того, парламент Грузії розглядає законопроєкт про зобов'язування Громадського мовника приділяти десять секунд соціальній рекламі у зв'язку з інтеграцією Грузії в НАТО і ЄС. Ініціатива належить парламентському комітету освіти, науки і культури.